# Ju-Jitsu ai Giochi mondiali 2022 - Ne-waza 48 kg femminile
La gara di ne-waza 48 kg femminile di ju-jitsu ai Giochi mondiali 2022 si è svolta il 15 luglio 2022 a Birmingham.

## Risultati

### Fase preliminare

#### Gruppo A
| Pos | Atleta        | G | W | L | PF | PA | PD  | Pts |
| --- | ------------- | - | - | - | -- | -- | --- | --- |
| 1   | Vicky Hoang   | 2 | 2 | 0 | 53 | 2  | +51 | 4   |
| 2   | Irina Brodski | 2 | 1 | 1 | 16 | 28 | −12 | 2   |
| 3   | May Yong Teh  | 2 | 0 | 2 | 0  | 39 | −39 | 0   |

#### Gruppo B
| Pos | Atleta                            | G | W | L | PF | PA | PD  | Pts |
| --- | --------------------------------- | - | - | - | -- | -- | --- | --- |
| 1   | Kanjutha Phattaraboonsorn         | 2 | 2 | 0 | 28 | 0  | +28 | 4   |
| 2   | Oleksandra Rusetska               | 2 | 1 | 1 | 14 | 14 | 0   | 2   |
| 3   | Balqees Abdulkareem Abdoh Abdulla | 2 | 0 | 2 | 0  | 28 | −28 | 0   |

### Fase finale
|  | Semifinale                | Semifinale                | Semifinale                |                           |             | Finale              | Finale              | Finale            |  |
|  |                           |                           |                           |                           |             |                     |                     |                   |  |
|  | Vicky Hoang               | Vicky Hoang               | 14                        |                           |             |                     |                     |                   |  |
|  | Vicky Hoang               | Vicky Hoang               | 14                        |                           |             |                     |                     |                   |  |
|  | Oleksandra Rusetska       | Oleksandra Rusetska       | 0                         |                           |             |                     |                     |                   |  |
|  | Oleksandra Rusetska       | Oleksandra Rusetska       | 0                         |                           | Vicky Hoang | Vicky Hoang         | 13                  |                   |  |
|  |                           |                           |                           |                           | Vicky Hoang | Vicky Hoang         | 13                  |                   |  |
|  |                           |                           | Kanjutha Phattaraboonsorn | Kanjutha Phattaraboonsorn | 3           |                     |                     |                   |  |
|  | Kanjutha Phattaraboonsorn | Kanjutha Phattaraboonsorn | Kanjutha Phattaraboonsorn | Kanjutha Phattaraboonsorn | 3           | 4                   |                     |                   |  |
|  | Kanjutha Phattaraboonsorn | Kanjutha Phattaraboonsorn |                           |                           |             | 4                   |                     |                   |  |
|  | Irina Brodski             | Irina Brodski             | 0                         |                           |             | Finalina 3º posto   | Finalina 3º posto   | Finalina 3º posto |  |
|  | Irina Brodski             | Irina Brodski             | 0                         |                           |             |                     |                     |                   |  |
|  |                           |                           |                           |                           |             |                     |                     |                   |  |
|  |                           |                           |                           |                           |             | Oleksandra Rusetska | Oleksandra Rusetska | 0                 |  |
|  |                           |                           |                           |                           |             | Oleksandra Rusetska | Oleksandra Rusetska | 0                 |  |
|  |                           |                           |                           |                           |             | Oleksandra Rusetska | Oleksandra Rusetska | 12                |  |